# Ophisaurus koellikeri
Espèce
Synonymes
- Hyalosaurus koellikeri Günther, 1873
- Pseudopus apus ornata Boettger 1881

Statut de conservation UICN

 LC  : Préoccupation mineure
Ophisaurus koellikeri est une espèce de sauriens de la famille des Anguidae.

## Répartition
Cette espèce se rencontre au Maroc et dans le nord-ouest de l'Algérie.

## Étymologie
Cette espèce est nommée en l'honneur de Rudolph Albert von Kölliker.

## Publication originale
- Günther, 1873 : Description of a new Saurian (Hyalosaurus) allied to Pseudopus. Annals and Magazine of Natural History, sér. 4, vol. 11, p. 351 (texte intégral).